# 凡一駅 (韓国鉄道公社)
凡一駅（ポミルえき）は、大韓民国釜山広域市釜山鎮区凡田洞に所在する、韓国鉄道公社東海線（旧東海南部線）と伽倻線の駅である。2004年以降営業を休止している。

## 利用可能な鉄道路線
韓国鉄道公社
東海線
伽倻線

## 駅構造
- 単式ホーム1面1線の地上駅。

## 駅周辺
- ●釜山交通公社1号線 ポムネゴル駅(118) ※乗換駅ではない。

## 歴史
- 1943年4月2日 - 信号場として開業。
- 1957年1月16日 - 普通駅に昇格。
- 1979年12月25日 - 駅舎改築。
- 1991年10月15日 - 貨物営業中止。
- 2004年2月1日 - 旅客営業中止。
- 2016年12月30日 - 東海南部線が東海線に編入。[1]

## 隣の駅
韓国鉄道公社
東海線（旧東海南部線）
（釜山鎮駅) - (凡一駅) - 釜田駅
伽倻線
伽倻駅 - (凡一駅)